# 아이네 마히로
아이네 마히로(1991년 1월 17일 ~, C컵)는 일본의 AV 여배우다. 2009년 6월에 데뷔했다.

## 영화
- 에로티봇 (2012) - 타마요 역
- 스윗 시스터 마유카 (2013) - 마유카 역